# Ceriana marginalis
Ceriana marginalis är en tvåvingeart som först beskrevs av Mario Bezzi 1915.  Ceriana marginalis ingår i släktet griffelblomflugor, och familjen blomflugor. Inga underarter finns listade i Catalogue of Life.